# Baron Records
Baron Records – polska wytwórnia fonograficzna, której właścicielem był Janusz Baron.
Firma mieściła się w Piekarach Śląskich, funkcjonowała w latach 90. XX wieku i wydawała głównie polskie kapele death, doom i black metalowe. Z początku wydawała kasety, po kilku latach zaczęła także wydawać CD. Wytwórnia wydawała dema, kasety i płyty m.in. takich zespołów jak: Vader, Pandemonium, Prosecutor, Taranis, Mordor, Holy Death, Mastiphal, Symbolic Immortality i Mortal Slaughter.